# Maison de Sully (Nérac)
La maison dite de Sully est située en France à Nérac, dans le département de Lot-et-Garonne en région Nouvelle-Aquitaine.

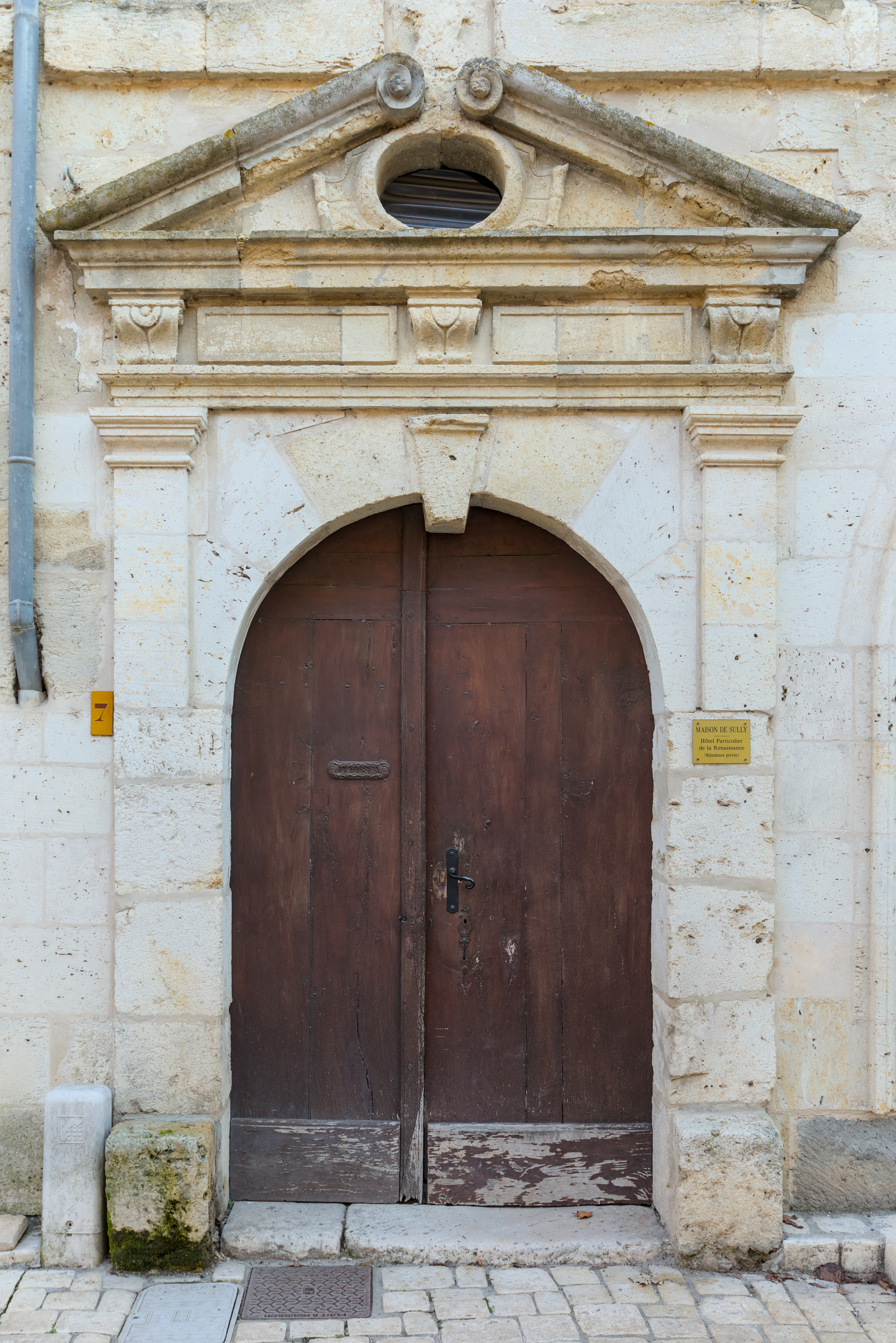
Portail rue Sully.

## Localisation
La maison est située 7 rue Sully, à Nérac, dans le département français de Lot-et-Garonne.

## Historique
La maison appartenait à Daniel du Breuilh, grand argentier des écuries d'Albret. Il y a accueilli à plusieurs reprises, entre 1576 et 1588, le futur duc de Sully, ainsi que lors de ses passages entre 1610 et 1641.

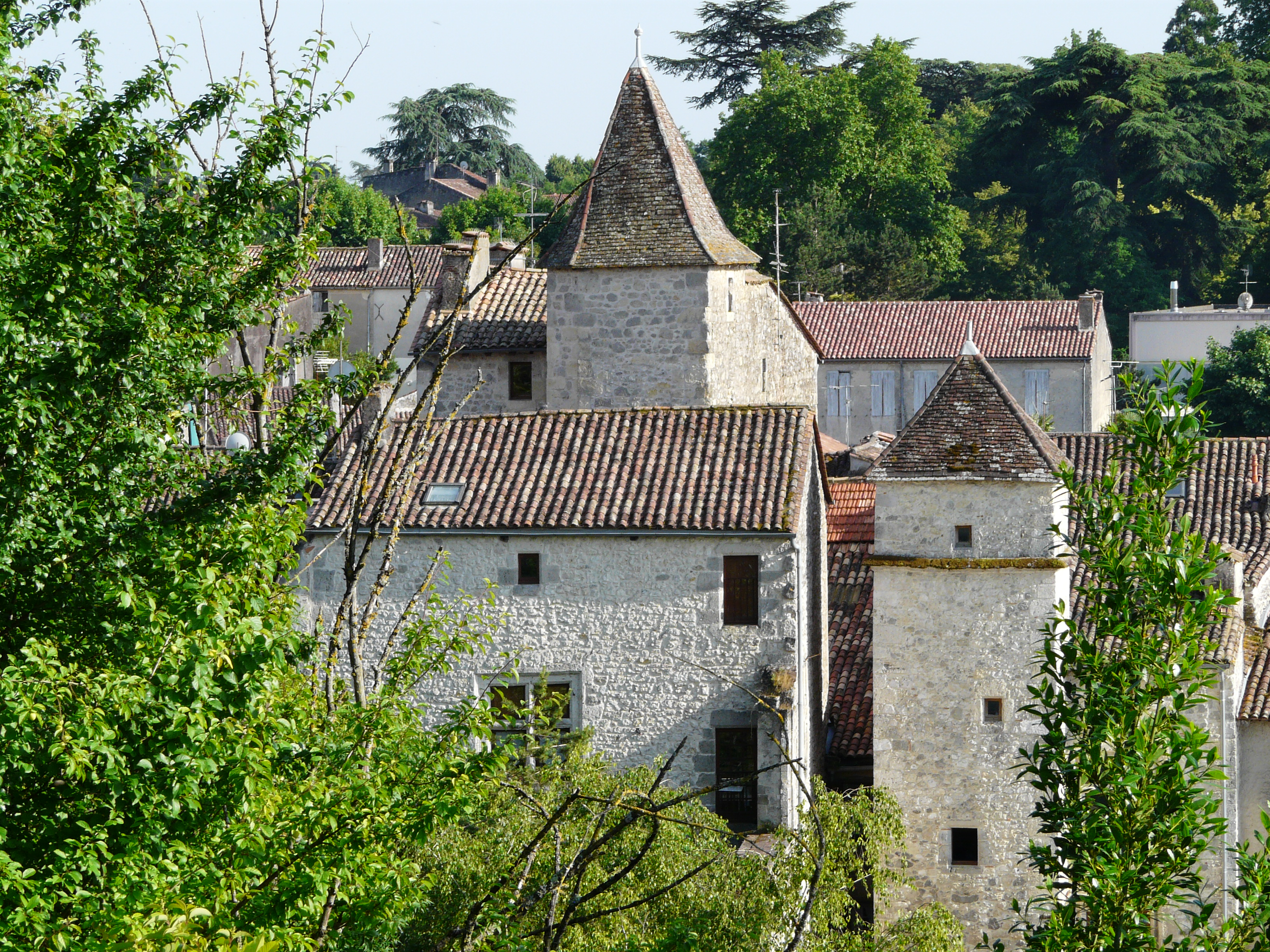
Le second corps de logis et la partie supérieure de la tour d'escalier à pans coupés

La maison se compose de deux parties séparés par une petite cour intérieure qui sont réunis par une galerie en bois. Une tour placée contre le premier corps contient un escalier à vis permettant de desservir directement les étages du premier corps de logis et ceux du deuxième corps par la galerie en bois.  La façade sur rue a été réaménagée au XVIIe siècle. Une cheminée du premier corps de logis est datée de 1615.
Les façades, les toitures ainsi que les cheminées situées respectivement au premier et au second étage du premier corps de logis ont été inscrites au titre des monuments historiques le 30 mai 1990,.
Charles Nodier y habita.